# Oxyothespis persica
Oxyothespis persica är en bönsyrseart som beskrevs av Bolivar 1913. Oxyothespis persica ingår i släktet Oxyothespis och familjen Mantidae. Inga underarter finns listade i Catalogue of Life.